# Liberale Demokratiske Parti
Det Liberale Demokratiske Parti (japansk: 自由民主党, Jiyū-Minshutō), ofte forkortet til Jiyūto eller LDP, er et konservativt politisk parti i Japan. Partiet har været i regering næsten uafbrudt siden dannelsen i 1955, hvorved LDP er blandt verdens mest succesrige partier i demokratiske valg. LDP er selverklæret liberalt, men overvejende konservativt med en række nationalistiske og populistiske træk i sin praktiske politik.
LDP fandt oprindeligt sin ærkerival i Japans socialistparti, men i 1990'erne blev denne rolle overtaget af Det demokratiske parti. LDP har en tradition for at være opdelt i stærke fraktioner, der er knyttet til forskellige sociale grupper og erhvervsinteresser. Fraktinene genspejler også partiet som ideologisk sammensat. Oligarker i fraktionene kaldes kuromaku. Til trods for at partiene i Japan normalt er elitepartier, havde LDP 5 millioner medlemmer i 1990.